# يمنى شالة
يمنى شالة هي فنانة وكاتبة لبنانية-أمريكية الجنسية. ولدت في بيروت وترعرعت هناك وفي لوس انجلوس أيضا.
حصلت على الماجيتسير في الفنون الجميلة قى الكتابة الأبداعية من جامعة كاليفورنيا للفنون. هي عضو منتدب للكلية في مجمع كليات LaGuardia ومعهد Pratt.
قامت بإنشاء الجريدة الأدبية Eleven Eleven مع Gayle Romasanta.
تم عرض فنها في معهد الفنون المعاصرة في لندن و في مهرجان فيلم روتردام الدولى و متحف ديترويت للفن المعاصر، و في متحف San Jose للفن و في المتحف العربى الأمريكي الوطنى و في مركز Yerba Buena للفنون. شاركت في معارض جماعية في معرض Performa و في معرض التجوال الدولى اللذان يقامان كل سنتين بطهران.
كانت تعمل كفنانة مقيمة Henie Onstad Kunstsenter بالنرويج و في مثلث الفنون Triangle Arts و مكانة شانتانا Makkan in Shatana, و في مركز Headlands للفنون في كاليفرنيا. و تلقت منحة جماعية من مركز عمل الفنون الجميلة في بروفينس بماساتشوتس.
ظهرت كتاباتها في Guernica و في Bespoke و في CURA و في MIT: المجلة الألكترونية لدراسات الشرق الأوسط و في XCP: مجلة الصليب الشعرية.
كما شاركت في كتاب الامة و الجنس و الأنتماء:وجهات النظر النسوية العربية و العربية الأمريكية.
يستكشف عملها تفاعل المصير والهندسة المعمارية من خلال وسائل أعلام متنوعة من ضمنها النحت و الرسم و الفيديو و التركيب و الأداء(التمثيل).
تم ترشيحها لجائزة Ruth Lilly في الشعر.و في 2009 تلقت جائزة Joseph Henry Jackson الأدبية لمخطوطها الشعريةThe Paper Camera.